# Tårpilen
Tårpilen är en roman av Ulf Lundell som kom ut i augusti 1987. Boken är skriven i brevform.